# 皮亚韦河畔穆西莱
皮亞韋河畔穆西莱（義大利語：Musile di Piave）是意大利威尼托大区威尼斯省的一个市镇。总面积44平方公里，人口11504人，人口密度261.5人/平方公里（2009年）。国家统计（ISTAT）代码为027025。